# Mert Örnek
Mert Örnek (* 12. Februar 1997 in Aydın) ist ein türkischer Fußballspieler.

## Karriere

### Verein
Örnek begann mit dem Vereinsfußball 2007 in der Jugendabteilung von Söke Gençlikspor und spielte später für die Nachwuchsabteilungen der Vereine Kuşadası Trabzon GSK, Kuşadasıspor und Bursaspor. Im August 2015 erhielt er bei diesem Klub zwar einen Profivertrag, spielte aber weiterhin überwiegend für die Reservemannschaft des Klubs. Am 15. August 2015 gab er in der Ligabegegnung gegen Trabzonspor sein Profidebüt. Bei den Profis absolvierte er in dieser Saison fünf Liga- und drei Pokalspiele. In dieser Saison holte er auch mit der Reservemannschaft Bursaspors, der Bursaspor U21, auch die Meisterschaft der Reservemannschaften.
Im Sommer 2017 wechselte er zu Giresunspor.

### Nationalmannschaft
Örnek begann seine Nationalmannschaftskarriere September 2015 mit einem Einsatz für die türkische U-19-Nationalmannschaft. 2017 debütierte er für die türkische U-21-Nationalmannschaft.

## Erfolge
Mit Bursaspor U21 (Reservemannschaft)
- Meister der U21 Ligi Süper Lig: 2015/16